# Liste des députés de la Ve législature de la Troisième République française

Cette liste recense les personnes qui ont assuré un mandat de député au cours de la Ve législature de la IIIe République.
- Haut – A
- B
- C
- D
- E
- F
- G
- H
- I
- J
- K
- L
- M
- N
- O
- P
- Q
- R
- S
- T
- U
- V
- W
- X
- Y
- Z

## A
- Valentin Abeille
- Jean-Pierre Abrial
- Achille Adam
- Henri Aimelafille
- Jean-Jacques, César, Eugène, Michel Alicot
- Louis Alype dit Pierre-Alype
- Louis Amagat
- Auguste, Louis, Albéric d'Arenberg
- Emmanuel Arène
- Jean Argeliès
- Ernest Armand
- Louis Armez
- Ferdinand, Louis, Barthélemy Arnault
- Marie, Gustave, Louis, Eugène Arnous
- Pierre Arribat
- Jean-Honoré Audiffred
- Albin, Paul, Alexandre Aymé-Martin
- Édouard Aynard

## I
- Louis-Edouard Isambard
- Gustave Isambert
- Marius Isoard

## N
- Alfred Naquet
- Charles Neyrand
- Albert Nivert

## O
- Louis Obissier Saint-Martin
- Jacques Olry
- Dionys Ordinaire
- Gustave Cuneo d'Ornano
- Léon Orsat
- André Ouvré

## Q
- Justin Quintaà

## S
- Gaston Sabouraud
- Marcel Saint-Germain
- Jean-Baptiste Saint-Martin
- Étienne, Marie, Aimé Vaissière de Saint-Martin-Valogne
- Mathias Saint-Romme
- Jacques, Michel Salis
- Ferdinand Sarrien
- Louis Vasse Du Saussay
- Léon, Jean-Baptiste Say
- Henri, Adolphe, Eugène Schneider
- Charles-André Seignobos
- Joseph Sentenac
- Gusman Serph
- Maurice Sibille
- Jules Siegfried
- Maurice Signard
- Fidèle Simon
- Jules Sirot
- Jérôme Ludovic de Solages
- Théobald de Soland
- Jean-Marie Georges Girard de Soubeyran
- Marcellin Souhet
- Benoît-Martin Sourigues
- Eugène Spuller
- Abel Surchamp

## T
- Henri Tailliandier
- Léon Talou
- Pierre Tassin
- Jacques Paul Taudière
- Gabriel Terrail
- Louis Jean Jacques Terrier
- Léonce de Terves
- Charles Thellier de Poncheville
- Ferdinand Théron
- Albert Emmanuel Theulier
- Marius Thévenet
- Édouard Thiers
- Stéphen-Albert Thirion-Montauban
- Christophe Thivrier
- Alfred Thomas
- Gaston Thomson
- Bernard Thonion
- Jules Thorel
- Alfred Tiphaine
- Jean Prévost-Sansac de Touchimbert
- Alfred Trannin
- Émile Trélat
- Jean Tricoche
- Georges Trouillot
- Jean Placide Turigny
- Adolphe Turrel

## V
- Léon Vacher
- Henri Vacherie
- Ernest Vallé
- Aristide Vallon
- Louis Varlet
- Émile Vernhes
- Michel Vernière
- Georges Vian
- Jules Viette
- Albert Viger
- Louis Vignancour
- Édouard Vilar
- André Marie Édouard Vilfeu
- Pierre Ville
- Christian de Villebois-Mareuil
- Marc Thimothée Villemonte-Laclergerie
- Christian de Villeneuve-Esclapon
- Camille Viox
- Louis Vival

## W
- Richard Waddington
- Achille Werquin
- Émile Wickersheimer
- Conrad de Witt